# Dysphania nigrostriata
Dysphania nigrostriata är en fjärilsart som beskrevs av Max Joseph Bastelberger 1905. Dysphania nigrostriata ingår i släktet Dysphania och familjen mätare. Inga underarter finns listade i Catalogue of Life.